# Velšská národní knihovna
Velšská národní knihovna (velšsky Llyfrgell Genedlaethol Cymru) je knihovna se sídlem ve městě Aberystwyth na západě Walesu. Je to největší velšská knihovna, v níž je uloženo více než šest a půl milionu knih a periodik. Jsou tu také portréty různých osob, historické mapy, rukopisy i fotografie. Je zde také uložen jediný dochovaný výtisk knihy Yny lhyvyr hwnn… (1546) od Johna Price, což je první kniha vytištěná ve velšském jazyce. Mezi archivovaná periodika patří například Y Traethodydd, Tir Newydd a Efrydiau Athronyddol.